# Temporada 1979 de la SCCA/CART IndyCar Series

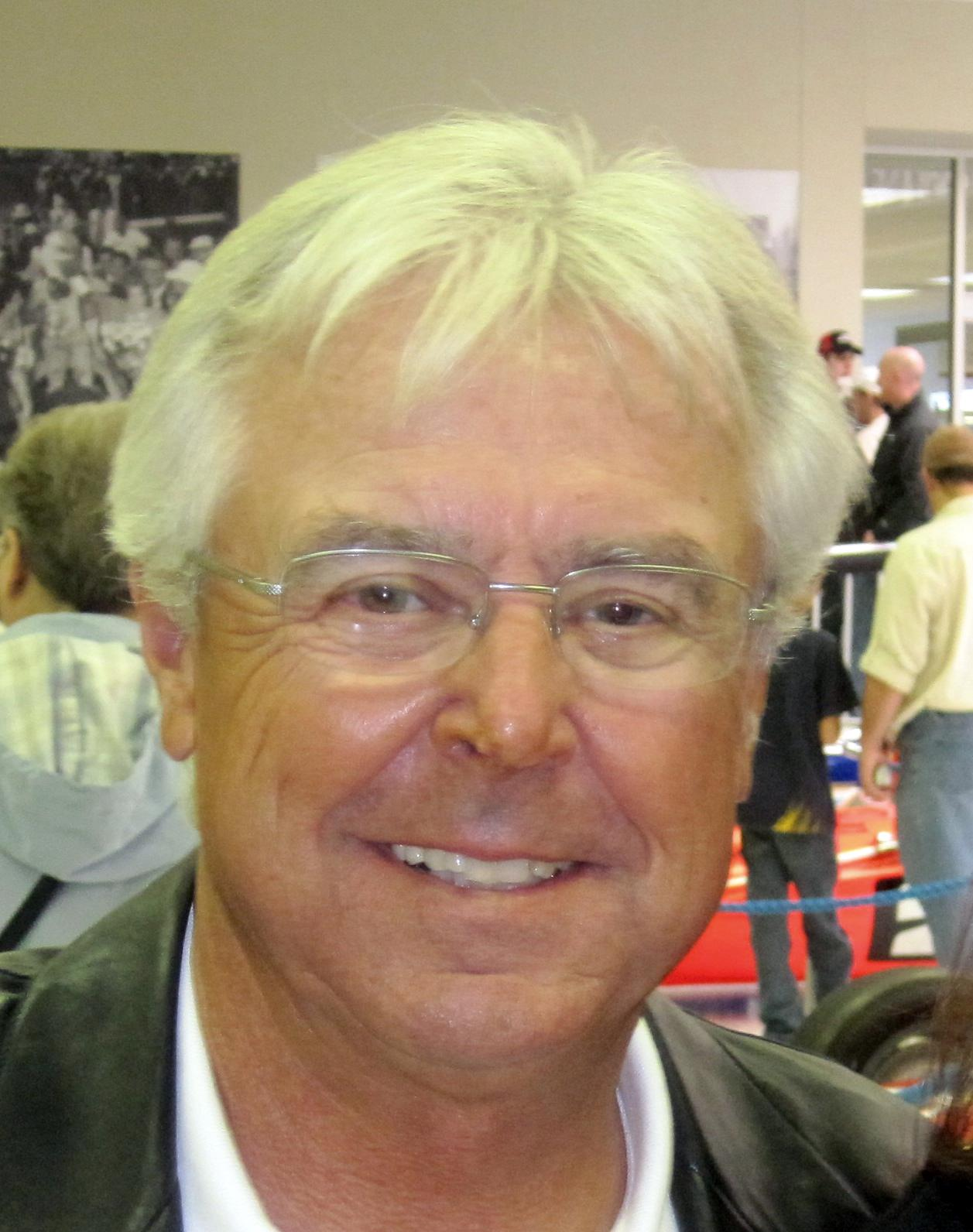
Rick Mears no solo se convertiría en Ganador de la Indy 500 de 1979, sino sería el primer ganador de la CART cuando esta se fundó en 1979.

La temporada 1979 de la SCCA/CART IndyCar Series fue la primera temporada de la Championship Auto Racing Teams (CART), consistió en 14 carreras, comenzando el 11 de marzo en Avondale, Arizona, finalizando en el mismo lugar el 20 de octubre.
Durante la previa de la temporada, varios propietarios de Indy se separaron de USAC y formaron el Championship Auto Racing Teams, un nuevo organismo sancionador. La temporada 1979 de CART se llevó a cabo a través de un arreglo tal que cayó bajo el paraguas sancionador de Sports Car Club of America (SCCA). Este arreglo temporal de un año fue tal que sería reconocido formalmente por ACCUS. La 63.ª edición de las 500 Millas de Indianápolis continuó siendo sancionada por la USAC, pero contó para el campeonato CART luego de una orden judicial que les permitió competir.
El campeón de la temporada y ganador de la Indy 500 fue el estadounidense Rick Mears, y el destacado Novato del Año fue Bill Alsup. 

## Equipos y pilotos
| Equip./Prop.                | Chasis                        | Motor                           | Neumáticos | Núm.    | Piloto (s)                                         | Anot. |
| --------------------------- | ----------------------------- | ------------------------------- | ---------- | ------- | -------------------------------------------------- | --- |
| Jerry O'Connell Racing      | McLaren                       | Cosworth                        | G          | 1       | Tom Sneva                                          | |
| Jerry O'Connell Racing      | McLaren                       | Cosworth                        | G          | 32      | Johnny Parsons                                     | Solo Ontario. |
| Chaparral Cars              | Lola Chaparral                | Cosworth                        | G          | 2       | Al Unser                                           | Usó chasís Lola solo en la segunda carrera en Atlanta. |
| Team McLaren                | McLaren                       | Cosworth                        | G          | 4       | Johnny Rutherford                                  | |
| Bob Fletcher Racing         | Lightning                     | Cosworth                        | G          | 7       | Steve Krisiloff                                    | Todas las competencias menos la tercera competencia de Trenton, la tercera competencia de Atlanta y Phoenix. |
| Bob Fletcher Racing         | Lightning                     | Cosworth                        | G          | 55      | Spike Gehlhausen                                   | Solo las carreras de Ontario, la tercera carrera de Míchigan (3), la tercera carrera de Atlanta (3) y la segunda carrera de Phoenix. |
| Team Penske                 | Penske                        | Cosworth                        | G          | 9       | Rick Mears                                         | |
| Team Penske                 | Penske                        | Cosworth                        | G          | 12      | Bobby Unser                                        | |
| Team Penske                 | Penske                        | Cosworth                        | G          | 68      | Bill Alsup                                         | Indy 500. |
| Team Penske                 | Penske                        | Cosworth                        | G          | 99      | Mario Andretti                                     | Solo Ontario y la tercera carrera de Míchigan. |
| Morales Motorsports         | Lightning                     | Offenhauser Cosworth            | G          | 10      | Pancho Carter                                      | Usó el motor Cosworth en las competencias 1 y 2 de Atlanta. |
| Morales Motorsports         | Lightning                     | Offenhauser Cosworth            | G          | 15      | Bob Harkey                                         | Únicamente Ontario. Usó el motor Offenhauser. |
| Longhorn Racing             | Penske                        | Cosworth                        | G          | 11      | Tom Bagley                                         | Todas las carreras excepto la tercera competencia de Atlanta. |
| Longhorn Racing             | Penske                        | Cosworth                        | G          | 71      | Steve Krisiloff                                    | Solo Ontario. |
| Gilmore Racing              | Parnelli                      | Cosworth                        | G          | 14      | A.J. Foyt                                          | Únicamente Indy 500. Con el patrocinio de Vel's Parnelli Jones Racing. |
| Lindsey Hopkins Racing      | Lightning                     | Drake Goosen Sparks Offenhauser | G          | 15      | Johnny Parsons                                     | Indy 500. Usó un motor desarrollado por Drake Goosen Sparks. |
| Lindsey Hopkins Racing      | Lightning                     | Drake Goosen Sparks Offenhauser | G          | 51      | Hurley Haywood                                     | Indy 500. Usó el motor Offenhauser. |
| Frantz Racing               | Wildcat                       | Drake Goosen Saprks Offenhauser | G          | 18 (16) | Tom Frantz                                         | Primera carrera de Phoenix, Primera carrera de Atlanta, Indy 500, Míchigan (las dos competencias), Watkins Glen, la tercera competencia de Trenton (3) y Ontario. Usó motor Offenhauseren la tercera competencia de Trenton y Ontario. Condujo con el patrocinio de Hoffman Racing en la primera carrera de Phoenix y la primera carrera de Atlanta. |
| Gehlhausen Racing           | Eagle Wildcat McLaren         | Offenhauser Cosworth            | G          | 19      | Spike Gehlhausen Bill Alsup Phil Caliva Bob Harkey | Gelhausen condujo el coche en todas las carreras Excepto la tercera competencia de Trenton. Utilizó el chasis Wildcat y el motor Cosworth solo Indianápolis. El equipo corrió junto con Patrick Racing solo en Indianápolis. Utilizó el chasis McLaren solo para las prácticas en Indianápolis. Harkey y Alsup intentaron clasificarse con el coche solo para Indianápolis. Caliva condujo el coche solo en Ontario. Utilizó el chasis Eagle y el motor Offenhauser en todas las carreras excepto en Ontario e Indianápolis. |
| Gehlhausen Racing           | Eagle Wildcat McLaren         | Offenhauser Cosworth            | G          | 39      | Al Loquasto                                        | Indianapolis y Carreras 1 y 2 de Míchigan únicamente. Usó chasis Eagle y el motor Offenhauser. |
| Patrick Racing              | Penske Wildcat Lightning      | Cosworth                        | G          | 20 (3)  | Gordon Johncock                                    | Usó Chasís Penske. |
| Patrick Racing              | Penske Wildcat Lightning      | Cosworth                        | G          | 40 (6)  | Wally Dallenbach                                   | Usó chasis Wildcat en las dos competencias de Phoenix únicamente, y el chasis Lightning en Atlanta (en las carreras 1 y 2) únicamente. |
| Patrick Racing              | Penske Wildcat Lightning      | Cosworth                        | G          | 60      | Steve Krisiloff                                    | Tercera Competencia de Míchigan únicamente. Usó el chasis Penske y motor Cosworth. |
| Conqueste Racing Team       | Parnelli                      | Cosworth                        | G          | 21 (89) | Lee Kunzman                                        | Participó en la primera competencia de Phoenix, las dos carreras de Atlanta, en Indianápolis, en las dos primeras competencias en Trenton, Las dos carreras de Míchigan (1 and 2) y Ontario. |
| Leader Card Racing          | Watson                        | Offenhauser                     | G          | 22      | Billy Vukovich II                                  | Indy 500. |
| Leader Card Racing          | Watson                        | Offenhauser                     | G          | 24      | Sheldon Kinser                                     | Indy 500. |
| Leader Card Racing          | Watson                        | Offenhauser                     | G          | 40      | George Snider                                      | Práctica de la Indy 500 solamente. |
| McElreath Racing            | Penske Eagle                  | Cosworth Offenhauser            | G          | 23      | Jim McElreath                                      | Indy 500. Usó chasís Penske y motor Cosworth. |
| McElreath Racing            | Penske Eagle                  | Cosworth Offenhauser            | G          | 26      | Tony Bettenhausen Jr.                              | Indy 500. Usó chasís Eagle y motor Offenhauser. |
| Interscope Racing           | Parnelli                      | Cosworth                        | G          | 25      | Danny Ongais                                       | |
| Wheel Center                | Eagle                         | Offenhauser                     | G          | 28      | Billy Scott                                        | Indy 500 y Ontario Solamente. |
| Hucul Racing                | McLaren                       | Offenhauser                     | G          | 29      | Cliff Hucul                                        | Indy 500. |
| Thunder Racing              | McLaren                       | Offenhauser                     | G          | 30      | Dana Carter                                        | Indy 500. |
| Wysard Racing               | Wildcat                       | Offenhauser                     | G          | 34      | Vern Schuppan                                      | Phoenix (las dos competencias), Atlanta (Las competencias 1 y 2), Indianapolis, Míchigan (La primera y la tercera competencia), Watkins Glen, Trenton (La tercera competencia) y Ontario. |
| S&M Electric                | Lightning                     | Offenhauser                     | G          | 35 (31) | Larry Rice Tim Richmond                            | Rice condujo su coche en Phoenix (1 la primera carrera), Atlanta (Las carreras 1 y 2), Indianapolis y Trenton (Las carreras1 y 2) Únicamente. Richmond condujo su coche en Watkins Glen, Trenton (la tercera carrera), Ontario y la segunda carrera de Phoenix. |
| All American Racers         | Eagle                         | Cosworth                        | G          | 36      | Mike Mosley                                        | |
| Karl Racing                 | McLaren                       | Offenhauser                     | G          | 38      | Jerry Karl                                         | Indy 500. |
| WASP Racing                 | McLaren                       | Offenhauser                     | G          | 41 (67) | Bill Alsup                                         | |
| Mergard Racing              | Eagle                         | Offenhauser                     | G          | 42      | Herm Johnson                                       | Atlanta (tercera carrera) y Phoenix (segunda carrera). |
| AMI Racing                  | Lola Wildcat                  | Cosworth Drake Goosen Sparks    | G          | 43      | Tom Bigelow                                        | Únicamente en las prácticas de la Indy 500. Usó chasís Lola y motor Cosworth. |
| AMI Racing                  | Lola Wildcat                  | Cosworth Drake Goosen Sparks    | G          | 44      | Tom Bigelow Gary Bettenhausen                      | Indy 500 Únicamente. Bettenhausen practicó con el coche car y Bigelow fue quien lo condujo. Usó el chasís Lola y el motor Cosworth. |
| AMI Racing                  | Lola Wildcat                  | Cosworth Drake Goosen Sparks    | G          | 45      | Janet Guthrie                                      | Indy 500 Únicamente. Usó chasis Lola motor Cosworth. |
| AMI Racing                  | Lola Wildcat                  | Cosworth Drake Goosen Sparks    | G          | 46      | Howdy Holmes                                       | Indy 500 Únicamente. Usó chasis Wildcat y motor Drake Goosen Sparks. |
| BFM Enterprises             | Antares Manta                 | Offenhauser                     | G          | 50      | Eldon Rasmussen Frank Weiss                        | Rasmussen condujo el coche solamente en Indianápolis. Weiss se preparó para la Orientación Novato en Indianápolis y la tercera carrera de Atlanta solamente. Utilizó el chasis de Manta en la tercera carrera de Atlanta solamente. |
| Hurtubise Racing            | Mallard                       | Offenhauser                     | G          | 56      | Jim Hurtubise                                      | Indy 500. |
| Hoffman Racing              | Eagle Lightning Spyder Penske | Offenhauser Cosworth            | G          | 59      | Joe Saldana George Snider Dick Ferguson            | Snider condujo el coche en solo en Indianápolis. Saldaña condujo el coche en Míchigan (carreras 1 y 2) y solo Ontario. Ferguson condujo el coche (2) solo en Phoenix. Utilizaron el chasís del Lightning y el motor Offenhauser en Indianápolis, en Míchigan (Carreras 1 y 2) y Ontario. Utilizaron el chasis y el motor Cosworth, y el Penske en Phoenix (segunda carrera) solamente. |
| Hoffman Racing              | Eagle Lightning Spyder Penske | Offenhauser Cosworth            | G          | 69      | Joe Saldana Al Loquasto                            | Saldana drove the car at all races except Michigan (1 and 2), Ontario, Atlanta (3) and Phoenix (2) only. Loquasto drove the car at Ontario only. Used the Eagle chasis and Offenhauser engine. |
| Hoffman Racing              | Eagle Lightning Spyder Penske | Offenhauser Cosworth            | G          | 79      | Dick Ferguson Joe Saldana Cliff Hucul              | Saldaña condujo el coche en todas las carreras, excepto Míchigan (carreras 1 y 2), Ontario, Atlanta (tercera carrera) y Phoenix (segunda carrera) solamente. Loquasto condujo el coche solamente en Ontario. Usó el chasis Eagle y motor Offenhauser. |
| Rager Racing                | Eagle Wildcat                 | Chevrolet                       | G          | 66      | Roger Rager                                        | Indy 500. Usó tanto el chasís Eagle como el Wildcat en prácticas. |
| Mach I Racing               | Eagle                         | Offenhauser                     | G          | 69      | Tim Richmond                                       | Primera competencia de Míchigan Solamente. |
| Hodgdon Racing              | McLaren Spirit 78             | Cosworth AMC                    | G          | 72      | Roger McCluskey Jerry Sneva                        | McCluskey condujo el coche solo en Indianápolis. Sneva condujo el coche solo en Ontario. Usó el chasis de McLaren y el motor Cosworth. |
| Hodgdon Racing              | McLaren Spirit 78             | Cosworth AMC                    | G          | 73      | Jerry Sneva Neil Bonnet                            | Indy 500. Sneva probó en la carrera y Bonnett condujo en las prácticas. Utilizaron el chasis Spirit 78 y el motor AMC. |
| Walmotor                    | McLaren Penske                | Cosworth                        | G          | 77      | Salt Walther                                       | Phoenix (carrera 1), Atlanta (carreras 1 y 2), Indianapolis, Míchigan (todas) y Ontario Únicamente. Usó chasis McLaren y el chasis en la primera competencia de Phoenix únicamente. |
| R.P. Racing                 | Penske                        | Cosworth                        | G          | 80      | Larry Dickson                                      | Indy 500. |
| AMSoil                      | Lola                          | Cosworth                        | G          | 86      | Dennis Firestone                                   | Ontario solamente. |
| Intercomp                   | Eagle Bear                    | Offenhauser Drake Goosen Sparks | G          | 92      | John Mahler                                        | Phoenix (competencia 1), Atlanta (competencia 1), Indianapolis, Trenton (competencias 1 y 2), Míchigan (1 y 2) y Watkins Glen. Usel chasís Eagley el motor Offenhauser en Phoenix (competencia 1), Atlanta (competencia 1), Indianapolis y Watkins Glen solamente y el chasís Bear el motor Drake Goosen Sparks n Trenton (competencias 1 y 2). |
| Whittington Bros. Racing    | McLaren Parnelli              | Cosworth                        | G          | 94      | Don Whittington                                    | Ontario solamente. Usó el chasís McLaren. |
| Whittington Bros. Racing    | McLaren Parnelli              | Cosworth                        | G          | 98      | Bill Whittington                                   | Ontario solamente. Usó chasís Parnelli. |
| Cannon Racing               | Wildcat                       | Drake Goosen Sparks Offenhauser | G          | 95      | Larry Cannon                                       | Indianapolis, Míchigan (competencias 1 y 3), Trenton (tercera competencia), Ontario, Atlanta (tercera competencia) and Phoenix (segunda competencia). Usó el motor Drake Goosen Sparks en Míchigan (compertencia 1) únicamente. |
| Agajanian-Grant King Racers | King                          | Chevrolet Offenhauser           | G          | 97      | Phil Threshie                                      | Indy 500. Usó motor Chevrolet. |
| Agajanian-Grant King Racers | King                          | Chevrolet Offenhauser           | G          | 98      | Gary Bettenhausen                                  | Indy 500. Usó motor Offenhauser. |

## Competencias disputadas
| Rond. | Fecha            | Comp.                                          | Circuito               | Ganador           | Equipo Ganador |
| ----- | ---------------- | ---------------------------------------------- | ---------------------- | ----------------- | -------------- |
| 1     | 11 de marzo      | Arizona Republic/Jimmy Bryan 150               | Avondale, Arizona      | Gordon Johncock   | Patrick Racing |
| 2     | 22 de abril      | Gould Twin Dixie 125 - Heat 1                  | Atlanta, Georgia       | Johnny Rutherford | Equipo McLaren |
| 3     | 22 de abril      | Gould Twin Dixie 125 - Heat 2                  | Atlanta, Georgia       | Johnny Rutherford | Equipo McLaren |
| 4     | 27 de mayo       | 63.ª edición de las 500 Millas de Indianápolis | Indianapolis, Indiana  | Rick Mears        | Penske         |
| 5     | 10 de junio      | Trenton Twin Indy - Heat 1                     | Trenton, New Jersey    | Bobby Unser       | Penske         |
| 6     | 10 de junio      | Trenton Twin Indy - Heat 2                     | Trenton, New Jersey    | Bobby Unser       | Penske         |
| 7     | 15 de julio      | Norton Twin - Heat 1                           | Brooklyn, Míchigan     | Gordon Johncock   | Penske         |
| 8     | 15 de julio      | Norton Twin - Heat 2                           | Brooklyn, Míchigan     | Bobby Unser       | Penske         |
| 9     | 5 de agosto      | Kent Oil 150                                   | Watkins Glen, New York | Bobby Unser       | Penske         |
| 10    | 19 de agosto     | Ditzler 150                                    | Trenton, New Jersey    | Rick Mears        | Penske         |
| 11    | 2 de septiembre  | California 500                                 | Ontario, California    | Bobby Unser       | Penske         |
| 12    | 15 de septiembre | Gould Grand Prix                               | Brooklyn, Míchigan     | Bobby Unser       | Penske         |
| 13    | 30 de septiembre | Rich's Atlantic Classic                        | Atlanta, Georgia       | Rick Mears        | Penske         |
| 14    | 20 de octubre    | Miller High Life                               | Avondale, Arizona      | Al Unser          | Chaparral Cars |

     Óvalo
     Circuito
- CART fue sancionado por el Club Sports Car of America (SCCA)
- La Indy 500 de 1979 fue sancionado por la USAC pero era válida para el campeonato de la CART/Cham Car World Series.

## Sistema de Puntuación del Campeonato
| Puntos | Puntos     | Puntos     | Puntos     | Puntos     | Puntos     | Puntos | Puntos     | Puntos     | Puntos     | Puntos     | Puntos     |
| Pos    | 100 Millas | 125 Millas | 150 Millas | 200 Millas | 500 Millas | Pos    | 100 Millas | 125 Millas | 150 Millas | 200 Millas | 500 Millas |
| ------ | ---------- | ---------- | ---------- | ---------- | ---------- | ------ | ---------- | ---------- | ---------- | ---------- | ---------- |
| 1      | 200        | 250        | 300        | 400        | 1000       | 18     | 5          | 5          | 6          | 8          | 20         |
| 2      | 160        | 200        | 240        | 320        | 800        | 19     |            | 5          | 6          | 8          | 20         |
| 3      | 140        | 175        | 210        | 280        | 700        | 20     |            | 5          | 6          | 8          | 20         |
| 4      | 120        | 150        | 160        | 240        | 600        | 21     |            | 4          | 5          | 6          | 15         |
| 5      | 100        | 125        | 150        | 200        | 500        | 22     |            | 4          | 4          | 6          | 15         |
| 6      | 80         | 100        | 120        | 160        | 400        | 23     |            | 4          | 4          | 6          | 15         |
| 7      | 60         | 75         | 90         | 120        | 300        | 24     |            |            |            | 6          | 10         |
| 8      | 50         | 63         | 75         | 100        | 250        | 25     |            |            |            | 4          | 10         |
| 9      | 40         | 50         | 60         | 80         | 200        | 26     |            |            |            | 4          | 10         |
| 10     | 30         | 38         | 45         | 60         | 150        | 27     |            |            |            |            | 10         |
| 11     | 20         | 25         | 30         | 40         | 100        | 28     |            |            |            |            | 10         |
| 12     | 10         | 13         | 15         | 20         | 50         | 29     |            |            |            |            | 5          |
| 13     | 5          | 5          | 8          | 10         | 25         | 30     |            |            |            |            | 5          |
| 14     | 5          | 5          | 8          | 10         | 25         | 31     |            |            |            |            | 5          |
| 15     | 5          | 5          | 8          | 10         | 25         | 32     |            |            |            |            | 5          |
| 16     | 5          | 5          | 8          | 10         | 25         | 33     |            |            |            |            | 5          |
| 17     | 5          | 5          | 6          | 8          | 20         |        |            |            |            |            |            |

### Estadísticas Finales
| Pos. | Piloto               | PHO R1 | ATL R1 | ATL R2 | INDY 500 | TRE R1 | TRE R2 | MIG R1 | MIG R2 | WKG | TRE R3 | ONT | MIG R3 | ATL R3 | PHO R2 | Puntos |
| ---- | -------------------- | ------ | ------ | ------ | -------- | ------ | ------ | ------ | ------ | --- | ------ | --- | ------ | ------ | ------ | ------ |
| 1    | Rick Mears           | 2      | 5      | 2      | 1        | 5      | 7      | 4      | 5      | 2   | 1      | 2   | 3      | 1      | 3      | 4,060  |
| 2    | Bobby Unser          | 5      | 7      | 4      | 5        | 1      | 1      | Ret    | 1      | 1   | 2      | 1   | 1      | 3      | 2      | 3,820  |
| 3    | Gordon Johncock      | 1      | 4      | 9      | 6        | 3      | 5      | 1      | 4      | 3   | Ret    | Ret | Ret    | 2      | 4      | 2,211  |
| 4    | Johnny Rutherford    | 3      | 1      | 1      | 18       | Ret    | 3      | 3      | Ret    | Ret | 5      | 4   | 4      | Ret    | 6      | 2,163  |
| 5    | Al Unser             | 4      | 6      | 3      | Ret      | 2      | Ret    | 13     | 3      | 5   | 6      | 5   | Ret    | 5      | 1      | 2,085  |
| 6    | Danny Ongais         | Ret    | Ret    | 6      | 4        | 7      | 6      | Ret    | Ret    | 4   | Ret    | 6   | DNQ    | Ret    | Ret    | 1,473  |
| 7    | Tom Sneva            | Ret    | 3      | 5      | 15       | 6      | Ret    | Ret    | 2      | Ret | 3      | Ret | 2      | 8      | 5      | 1,360  |
| 8    | Tom Bagley           | 8      | 8      | 7      | 9        | 8      | 4      | 6      | 6      | 6   | 7      | Ret | 5      |        | 9      | 1,208  |
| 9    | Wally Dallenbach Sr. | 7      | 11     | 8      | Ret      | 4      | 2      | 5      | Ret    | Ret | 4      | Ret | 6      | 4      | 12     | 1,149  |
| 10   | Mike Mosley          | 6      | Ret    | Ret    | 3        | Ret    | DNS    | 2      | Ret    | Ret | Ret    | Ret |        | Ret    | 10     | 1,126  |
| 11   | Mario Andretti       |        |        |        |          |        |        |        |        |     |        | 3   | DNQ    |        |        | 700    |
| 12   | Lee Kunzman          | 9      | 2      | Ret    | Ret      | Ret    | DNS    | 14     | Ret    |     |        | 9   |        |        |        | 490    |
| 13   | Pancho Carter        | Ret    | 9      | 11     | Ret      | 10     | 8      | 7      | Ret    | Ret | DNQ    | Ret | 8      | Ret    | 7      | 452    |
| 14   | Vern Schuppan        | Ret    | 12     | 12     | Ret      |        |        | Ret    | DNS    | 7   |        | 7   | DNS    |        | Ret    | 449    |
| 15   | Bill Alsup           | 11     | Ret    | Ret    | DNQ      | 12     | 9      | 9      | Ret    | 9   | 10     | Ret | 9      | 10     | 11     | 400    |
| 16   | Joe Saldana          | 13     | Ret    | 13     | 16       | Ret    | Ret    | 10     | 8      | Ret | 8      | Ret | DNQ    | 6      | Ret    | 368    |
| 17   | Spike Gehlhausen     | Ret    | Ret    | Ret    | 10       | Ret    | Ret    | Ret    | Ret    | Ret | Ret    | Ret | Ret    | Ret    | 8      | 343    |
| 18   | Salt Walther         | 12     | 10     | 10     | 12       |        |        | 8      | 7      |     |        | Ret | Ret    |        |        | 314    |
| 19   | Steve Krisiloff      | Ret    | Ret    | DNS    | 11       | 9      | Ret    | Ret    | Ret    | Ret |        | Ret | 6      |        |        | 279    |
| 20   | Tom Frantz           | 14     |        |        | DNQ      |        |        | 11     | Ret    | Ret | 9      | Ret | Ret    |        |        | 236    |
| 21   | Jerry Sneva          |        |        |        | Ret      |        |        |        |        |     |        | Ret |        |        |        | 155    |
| 22   | Tim Richmond         |        |        |        |          |        |        | Ret    | DNS    | 8   | Ret    | Ret |        |        | Ret    | 112    |
| 23   | Larry Rice           | 10     |        | 14     | 19       | Ret    | 10     |        |        |     |        |     |        |        |        | 105    |
| 24   | Herm Johnson         |        |        |        |          |        |        |        |        |     |        |     |        | 7      | 13     | 98     |
| 25   | John Mahler          | Ret    |        |        | Ret      | 11     | 11     | 12     | Ret    |     |        |     |        |        |        | 74     |
| 26   | Al Loquasto          |        |        |        | DNQ      |        |        | Ret    | 9      |     |        | Ret |        |        |        | 70     |
| 27   | Larry Cannon         |        |        |        | DNQ      |        |        |        |        |     | Ret    | Ret | DNS    | Ret    | Ret    | 56     |
| 28   | Dick Ferguson        |        |        |        | DNQ      |        |        | 15     | Ret    |     |        | Ret |        |        | DNQ    | 35     |
| 29   | Billy Scott          |        |        |        | DNQ      |        |        |        |        |     |        | Ret |        |        |        | 20     |
| 30   | Phil Caliva          |        |        |        |          |        |        |        |        |     |        | Ret |        |        |        | 10     |
| -    | A.J. Foyt            |        |        |        | 2        |        |        |        |        |     |        |     |        |        |        | -      |
| -    | Howdy Holmes         |        |        |        | 7        |        |        |        |        |     |        |     |        |        |        | -      |
| -    | Billy Vukovich II    |        |        |        | 8        |        |        |        |        |     |        |     |        |        |        | -      |
| -    | Don Whittington      |        |        |        |          |        |        |        |        |     |        | 8   |        |        |        | -      |
| -    | Frank Weiss          |        |        |        | DNQ      |        |        |        |        |     |        |     |        | 9      |        | -      |
| -    | Bill Whittington     |        |        |        |          |        |        |        |        |     |        | Ret |        |        |        | -      |
| -    | Roger McCluskey      |        |        |        | 13       |        |        |        |        |     |        |     |        |        |        | -      |
| -    | Tom Bigelow          |        |        |        | 14       |        |        |        |        |     |        |     |        |        |        | -      |
| -    | Phil Threshie        |        |        |        | 17       |        |        |        |        |     |        |     |        |        |        | -      |
| -    | John Martin          |        |        |        | DNQ      |        |        |        |        |     |        | Ret |        |        |        | -      |
| -    | Eldon Rasmussen      |        |        |        | Ret      |        |        |        |        |     |        |     |        |        |        | -      |
| -    | Larry Dickson        |        |        |        | Ret      |        |        |        |        |     |        |     |        |        |        | -      |
| -    | Dick Simon           |        |        |        | Ret      |        |        |        |        |     |        |     |        |        |        | -      |
| -    | Sheldon Kinser       |        |        |        | Ret      |        |        |        |        |     |        |     |        |        |        | -      |
| -    | Bob Harkey           |        |        |        | DNQ      |        |        |        |        |     |        | Ret |        |        |        | -      |
| -    | Cliff Hucul          |        |        |        | Ret      |        |        |        |        |     |        | Ret |        |        |        | -      |
| -    | Dennis Firestone     |        |        |        |          |        |        |        |        |     |        | Ret |        |        |        | -      |
| -    | Johnny Parsons       |        |        |        | Ret      |        |        |        |        |     |        | Ret |        |        |        | -      |
| -    | George Snider        |        |        |        | Ret      |        |        |        |        |     |        |     |        |        |        | -      |
| -    | Janet Guthrie        |        |        |        | Ret      |        |        |        |        |     |        |     |        |        |        | -      |
| -    | Jim McElreath        |        |        |        | Ret      |        |        |        |        |     |        |     |        |        |        | -      |
| Pos. | Piloto               | PHO R1 | ATL R1 | ATL R2 | INDY 500 | TRE R1 | TRE R2 | MIG R1 | MIG R2 | WKG | TRE R3 | ONT | MIG R3 | ATL R3 | PHO R2 | Puntos |

| Color       | Resultados                    |
| ----------- | ----------------------------- |
| Oro         | Ganador                       |
| Plata       | 2° Lugar                      |
| Bronce      | 3° Lugar                      |
| Verde       | 4° y 5° Lugar                 |
| Azul claro  | 6° – 10° Lugar                |
| Azul oscuro | Finalizó (Fuera del Top 10)   |
| Púrpura     | No acabaron la carrera        |
| Rojo        | No lograron calificarse (DNQ) |
| Marrón      | No Arrancó (DNS)              |
| Negro       | Descalificado (DSQ)           |
| Blanco      | No Arrancó (DNS)              |
| Blanco      | Abandono por carrera (C)      |
| Sin color   | No participó                  |

| In-line notation                                                            | |
| Negrita                                                                     | Pole position (1 punto; excepto en Indy y Iowa)                                                            |
| 1 Como la clasificación fue cancelada, no se otorgan el punto al polesitter | |
| Cursiva                                                                     | Vuélta más rápida                                                                                          |
| *                                                                           | Mayor Número de vueltas lideradas (2 puntos)                                                               |
| DNS                                                                         | Piloto que no calificó No logró arrancar (DNS), gana la 1/2 de los Puntos por haber calificado/participado |
| Novato del Año                                                              | |
| Novato                                                                      | |